# Maison-Feyne
Maison-Feyne là một xã thuộc tỉnh Creuse trong vùng Nouvelle-Aquitaine miền trung nước Pháp. Xã này nằm ở khu vực có độ cao trung bình 340 mét trên mực nước biển.

## Địa lý
Thị trấn có cự ly khoảng 14 dặm (23 km) về phía tây bắc Guéret tại giao lộ các tuyến đường D44, D46 và D913. Sông Creuse tạo thành một phần ranh giới đông bắc thị trấn.

## Dân số
| 1962                                                        | 1968 | 1975 | 1982 | 1990 | 1999 | 2005 |
| ----------------------------------------------------------- | ---- | ---- | ---- | ---- | ---- | ---- |
| 301                                                         | 354  | 356  | 357  | 314  | 290  | 305  |
| Số liệu điều tra dân số từ năm 1962 Dân số chỉ tính một lần |      |      |      |      |      |      |

## Địa điểm nổi bật
- Nhà thờ the Assumption, từ thế kỷ 12.